# Agent Max
Agent Max ist ein US-amerikanischer Familienfilm von Robert Burke aus dem Jahr 2005.

## Handlung
Der Vollwaise Max Brinkley und seine Freunde Scott Sanders und Jessica Taylor halten zusammen wie Pech und Schwefel. Sie haben allerlei Streiche mit ihren Lehrern und allen anderen Mitmenschen im Sinn. Hilfreich ist dabei Max’ Onkel Rick, der ihn großzieht und Inhaber der Firma Brinkley Technologies ist, die für die Geheimdienste neueste Technologien entwickelt. Somit haben die drei Kinder immer die neuesten Erfindungen zur Verfügung.
Was sie nicht wissen, ist, dass sie ein Geheimbüro bereits heimlich beobachtet und deren Fähigkeiten bewundert. In der Schule ist alles außer dem Schulstoff interessant. Rektor Henderson hat die drei jedoch fest im Blick. Vor allem er muss immer wieder Bestrafungen aussprechen. Eine davon ist die interessante Aufgabe, der Firma Game Inc. bei der Entwicklung von neuen Videospielen zu helfen.
Dort gelangt eine DVD in ihre Hände, die den genauen Ort eines gestohlenen, streng geheimen Mikrochips des FBI offenbart. Nachts brechen sie in die Lagerhalle ein und gelangen tatsächlich in den Besitz des Chips. Während der Flucht werden sie jedoch von dem Verbrecher Daniels und seinem Komplizen Jeff entdeckt und gefesselt. Die Kinder alarmieren die Polizei, die beide Verbrecher festnehmen kann. Max, Scott und Jessica bekommen ein Angebot vom Geheimbüro. Sie sollen Undercover-Einsätze ausführen, für die erwachsene Agenten nicht geeignet sind.
Während des abschließenden Schulballes, auf dem Max mit seiner Angebeteten Nicole überglücklich tanzt, holt Onkel Rick alle vier mit dem Hubschrauber ab und übergibt Max ein Dankesschreiben des US-amerikanischen Präsidenten.

## Kritik
„Weitgehend gelungener Abenteuerspaß um eine verschworene Kinderclique, der an "Spy Kids" erinnert und ein wenig "Mission: Impossible" auf den Arm nimmt.“

„Ein aufgeweckter Dreikäsehoch und seine nach dem Außenseiterquotenprinzip ausgewählten besten Freunde drehen erwachsenen Autoritätsfiguren und komisch überzeichneten Klischeegaunern lange Nasen, hantieren sachkundig mit futuristischen Gadgets, und bestehen harmlose Spionageabenteuer in dieser kindgerechten Comedy-Antwort auf erwachsene Agententhriller à la "Mission Impossible". Das Budget erlaubt nicht die ganz großen Sprünge, doch für eleganten Look, hübsche Kulissen und charmant gezeichnete Typen ist gesorgt.“